# Ernest Pictet

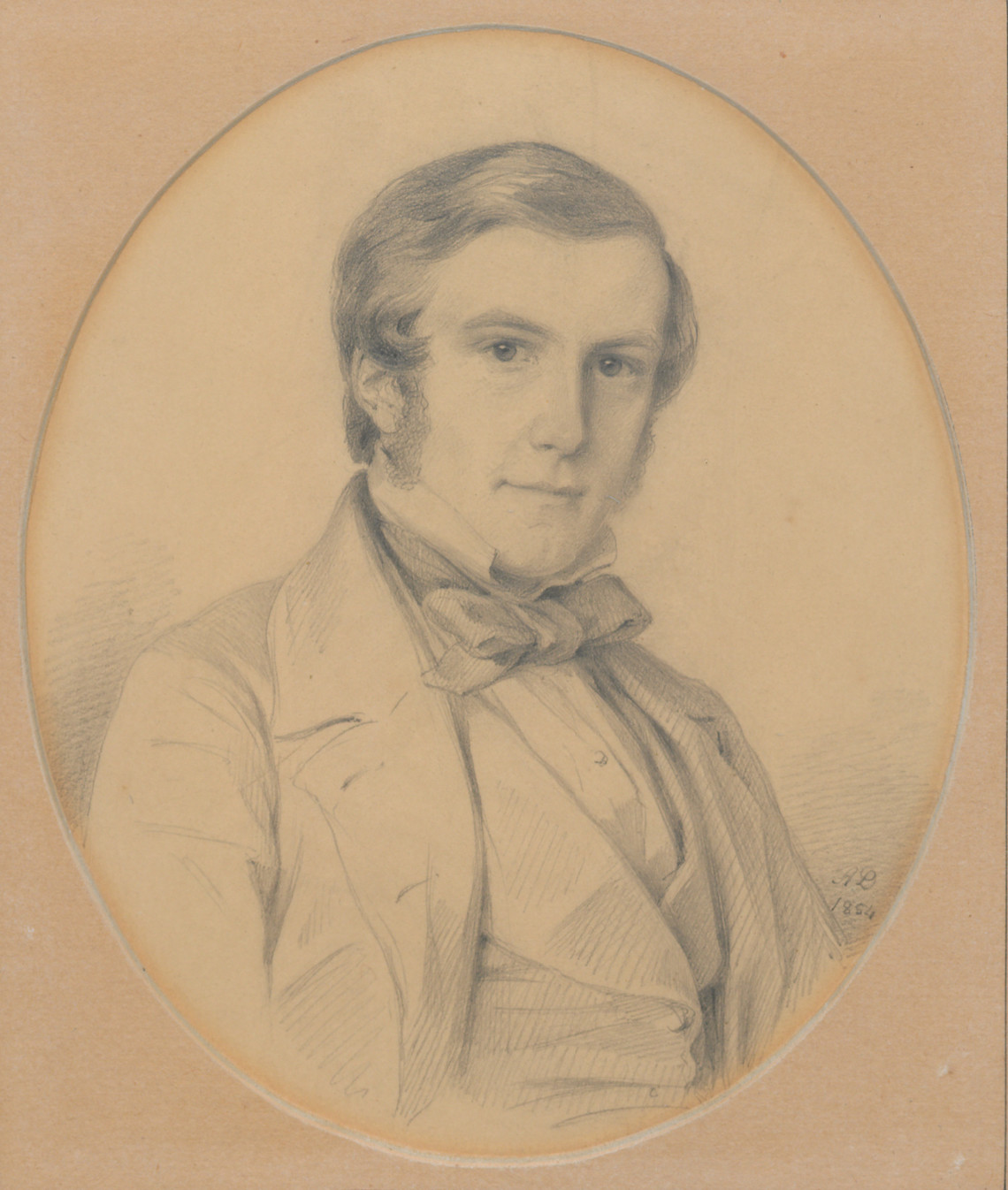
Ernest Pictet, 1854

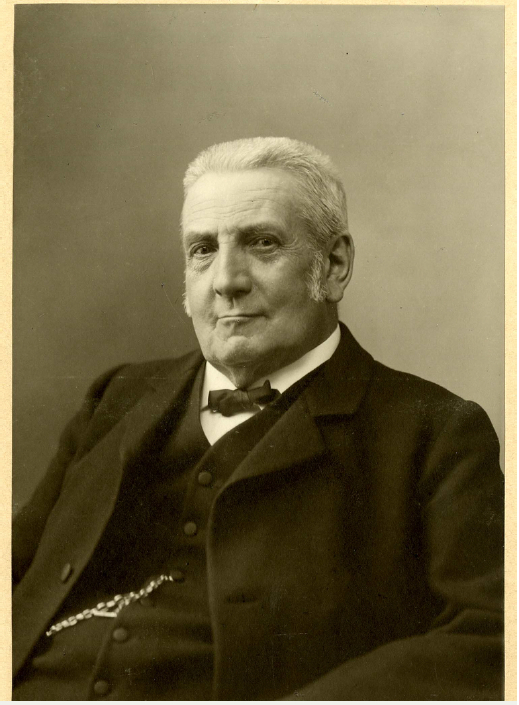
Ernest Pictet, ohne Datum

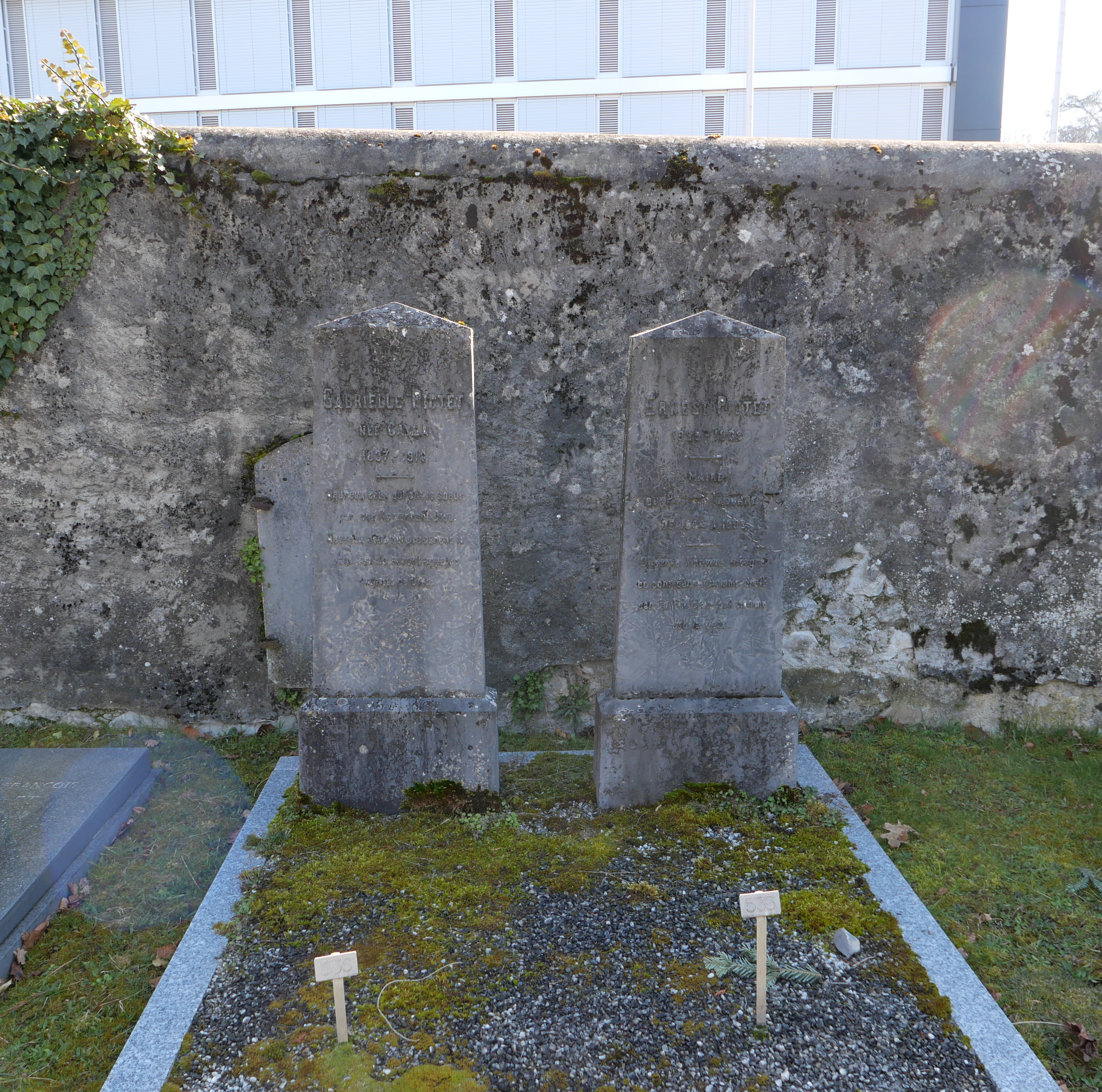
Das Grab von Ernest Pictet und seiner Ehefrau Gabrielle auf dem Friedhof von Petit-Saconnex in Genf

Ernest Pyrame-Marc Pictet auch Ernst Pictet (* 9. Juli 1829 in Le Petit-Saconnex; † 19. August 1909 ebenda) war ein Schweizer Bankier und Politiker.

## Leben

### Familie
Ernest Pictet entstammte der Familie Pictet, die ursprünglich aus Neydens stammte, und war der Sohn des Politikers und Historikers Jules Pictet (* 29. Juni 1795 in Vernier; † 16. Januar 1888 in Genf) und dessen erster Ehefrau Adélaïde (* 1. Januar 1807 in Genf; † 2. September 1829 ebenda), die Tochter von Jacob-Michel-François de Candolle (1778–1841), Gründer der Bank Pictet (siehe Pictet-Gruppe); sein Bruder war der Politiker Gustave Pictet.
Augustin-Pyrame de Candolle, Botaniker und Naturwissenschaftler, war sein Grossonkel.
Ernest Pictet war seit dem 10. Juli 1856 mit Gabrielle Elisabeth (* 16. Juli 1838; † 15. Juli 1916), der Tochter des Advokaten Horace Fuzier-Cayla (1809–1840), verheiratet; gemeinsam hatten sie acht Kinder, von denen sechs das Erwachsenenalter erreichten:
- Amé Jules Pictet, Chemiker;
- Guillaume Albert Pictet (* 10. Oktober 1860 in Genf; † 4. März 1926 in Le Grand-Saconnex), Bankier und Politiker[7];
- Paul Edmond Pictet (* 23. März 1862 in Genf; † 10. Mai 1947 in Chêne-Bougeries), Zeitungsgründer, Herausgeber und Politiker[8];
- Lucien Pictet, Ingenieur, Fabrikant und Politiker;
- Arnold Pictet (* 29. Mai 1869 in Genf; † 31. März 1948 ebenda), Naturwissenschaftler[9];
- Caroline Amélie Pictet (* 18. Oktober 1873; † 25. Juli 1953).

Zu seinen Enkelkindern gehörten unter anderem Jean Pictet, Vizepräsident des Internationalen Komitees vom Roten Kreuz, der Jurist und Politiker Albert Pictet (1890–1969) und seine Enkelin Albertine Pictet (1884–1946) war mit dem Rektor der Universität Genf, Paul-Edmond Martin, verheiratet.

### Werdegang
Ernest Pictet immatrikulierte sich 1847 zu einem Studium der Natur- und Geisteswissenschaften an der Universität Genf, beendete das Studium bereits im darauffolgenden Jahr, trat eine Banklehre im englischen Liverpool an und war dort von 1850 bis 1855 Angestellter in einem Handelshaus.
1855 wurde er Teilhaber der Bank Edouard Pictet & Cie. in Genf und war seit 1878 Direktor der bis dahin umbenannten Bank Ernest Pictet & Cie.
Er war seit 1881 Präsident des Verwaltungsrats der Genfer Handelsbank (Banque du Commerce) in Genf.
Von 1864 bis 1876 und von 1880 bis zu seinem Tod war er Richter am Genfer Handelsgericht, dem er bis 1876 präsidierte; eine Präsidentschaft lehnte er 1880 ab.
1893 gründete er eine Gesellschaft zum Kauf von Landgütern in der Toskana. Er führte die Mechanisierung ein und steigerte die Produktivität, um die Betriebe wieder zu verkaufen.

### Politisches und gesellschaftliches Wirken
Ernest Pictet war von 1858 bis 1878 im Gemeinderat von Genf sowie von 1886 bis 1902 im Gemeinderat von Le Petit-Saconnex, und dort ab 1894 Gemeindepräsident.
Von 1878 bis 1880 war er demokratischer Genfer Grossrat (1878 und 1879 Präsident) und von 5. Dezember 1887 bis zu seinem Rücktritt aus gesundheitlichen Gründen am 30. Dezember 1890 sowie, als Nachfolger von Adrien Lachenal, vom 13. März 1893  bis zum 3. Dezember 1893 Nationalrat; er verzichtete auf eine Wiederwahl.
Er gründete 1865 die Genfer Handelskammer und war 1870 Mitgründer des Schweizerischen Handels- und Industrievereins (siehe Economiesuisse), deren Präsident er von 1880 bis 1882 war.
1863 veröffentlichte er mit seiner Schrift Des banques de circulation en Suisse eine Broschüre, in der er vorschlug, die zahlreichen schweizerischen Kreditbanken miteinander zu verbinden, um den Handel in Zukunft zu erleichtern; zu dieser Zeit, 1864 gab es 66 Banken in der Schweiz, wurde der Geldverkehr noch auf dem Postweg geregelt, könnte aber zukünftig auf dem Rechnungsweg erfolgen. Er schlug vor, die verschiedenen schweizerischen Banken zu einer Einzigen zu vereinen und hierbei alle Geschäftszweige auszuschliessen, die prinzipiell nicht in den Rahmen eines solchen Instituts passen. Auch 1872 setzte er sich, als Präsident des Handelsgerichts, für eine einheitliche Regelung auf Bundesebene ein und sprach sich 1876 auf einem Kongress der schweizerischen Juristen erneut für ein einheitliches Banksystem aus.
Er war 1871, gemeinsam mit dem Bankdirektor Conrad Keller, dem Züricher Hochschullehrer Johann Jakob Rüttimann und Nationalrat Carl Feer-Herzog, an einem Gutachten beteiligt, in dem sie sich mit der schweizerischen Banknotenfrage beschäftigen.
1880 gehörte er im Bundesrat der Kommission an, die sich mit dem Banknotengesetz befasste.
Er sprach sich 1881 entschieden gegen die Einrichtung einer eidgenössischen Handelskammer aus und bestritt die Verfassungsmässigkeit einer solchen Einrichtung. Er bezweifelte auch deren Unabhängigkeit, denn der Bundesrat und sein Handelsdepartement würden mit ihren Entschlüssen vielleicht kaufmännischen Interessen entgegenstehen.
1884 war er Mitglied der Kommission des eidgenössischen Finanzdepartements, die verschiedene Fragen im Zusammenhang mit der internationalen Konferenz der Lateinischen Münzkonvention (siehe Lateinische Münzunion) in Paris besprach.
Er gehörte 1885 der Kommission an, die die Genfer Sektion des Schweizerischen Alpen-Klubs gebildet hatte, um den Bau eines Denkmals für Horace Bénédict de Saussure in Chamounix finanziell zu unterstützen.
1886 war er Vizepräsident der Kommission des Grossen Rats, die über das neue Schulgesetz zu beraten hatte.
Er sprach sich 1889 im Nationalrat für das neue Betreibungsgesetz (siehe Schuldbetreibungs- und Konkursrecht) aus.
1891 bekämpfte er, im Rahmen der Schaffung eines Banknotenmonopols, die Idee einer Staatsbank und forderte vielmehr eine Nationalbank (siehe Schweizerische Nationalbank), die auf Aktien gegründet, durch den Staat kontrolliert werden könne.
Seine Äusserungen und Meinungen beeinflussten 1893 die Schrift Die Schweizerische Staatsbank: Eine volkswirtschaftliche Skizze von Karl Wilhelm von Graffenried (1834–1909).
Er wurde 1898 durch den Bundesrat in die Expertenkommission für ein Bundesbankgesetz bestellt.
1899 wurde er Mitglied im Bundesvorstand des neu gegründeten schweizerischen Genossenschaftsbunds.
Er wurde 1902 zum Ehrenpräsidenten des Konkordats der schweizerischen Emissionsbanken (siehe Emission (Wirtschaft)) ernannt.

## Ehrungen und Auszeichnungen
Genf benannte die Avenue Ernest-Pictet nach dem Bankier und Politiker.

## Mitgliedschaften
Ernest Pictet war 1903 Schatzmeister des Genfer Hilfskomitees für die Armenier.

## Schriften (Auswahl)
- Des banques de circulation en Suisse. Genf, 1863 (Digitalisat).
- Conrad Keller; Carl Feer-Herzog; Johann Jakob Rüttimann; Ernest Pictet: Drei Gutachten über das schweizerische Banknotenwesen. Bern, 1871 (Digitalisat).